# Ultimate Iron Man

Ultimate Iron Man est le nom de deux mini-séries de la ligne Ultimate Marvel de Marvel Comics. Chacune contient cinq épisodes. La publication originelle par Marvel a eu lieu pour la première entre mai 2005 et février 2006 et pour la seconde entre décembre 2007 et juillet 2008.
Cette mini-série raconte les origines dans l'univers Ultimate du super-héros Iron Man.
Bien que les origines d'Iron Man avaient été racontées par Brian Michael Bendis au début de l'épisode mettant en scène Spider-Man et Iron Man dans la série Ultimate Marvel Team-Up, il a ensuite été décidé par l'équipe Marvel de revoir plus en détail et plus en profondeurs l'histoire d'Iron Man. Les véritables origines d'Iron Man sont donc désormais celles des deux mini-séries.

## Équipe artistique
- Scénario : Orson Scott Card
- Dessin : Andy Kubert
- Encrage : Danny Miki
- Couleur : Richard Isanove

## Synopsis
Un chef d'entreprise riche et puissant doit affronter à la fois les conséquences de la trahison de son ex-femme et les conséquences sur son fils d'un virus mis au point dans les laboratoires qu'il dirige.
La deuxième mini-série se consacre aux conséquences de la découverte par le public que Tony Stark et Iron Man ne font qu’un.

## Parution française
La mini-série a été traduite en France par Panini dans Ultimates Hors-Série 5 : Ultimate Iron Man et Ultimates Hors-série 6 : Ultimate Iron Man II